# Басмили
Басмили (basmyl; на китайски: басими) са номадско племе, обитаващо Джунгария (днешен Северозападен Китай) между VII и VIII век. Има данни, че те първи са използвали титула „идук-кут“, който заменил титула „каган“ в титулатурата на уйгурските владетели на Кочо.